# Baños (Ecuador)
Baños, también conocida como Baños de Agua Santa, es una ciudad ecuatoriana; cabecera cantonal del Cantón Baños, así como la segunda urbe más grande y poblada de la Provincia de Tungurahua. Se localiza al centro de la Región interandina del Ecuador, muy próxima al centro geométrico del territorio ecuatoriano; en los flancos externos de la cordillera oriental de los Andes, entre el río Pastaza, el río Bascún y las faldas del volcán Tungurahua, a una altitud de 1820 msnm y con un clima lluvioso tropical de 19 °C en promedio.
Es un centro turístico de importancia del país, también se le conoce como: "El Pedacito de Cielo", "La Puerta de El Dorado" o "Ciudad del Volcán". En el censo de 2022 tenía una población de 14.100 habitantes, lo que la convierte en la septuagésima séptima ciudad más poblada del país. Forma parte del área metropolitana de Ambato, pues su actividad económica, social y comercial está fuertemente ligada a la capital provincial de Tungurahua, siendo "ciudad dormitorio" para miles de trabajadores que se trasladan a aquella urbe por vía terrestre diariamente. El conglomerado alberga a 489.537 habitantes, y ocupa la quinta posición entre las conurbaciones del Ecuador.
Sus orígenes datan de la época colonial, pero es a mediados del siglo XX, debido a su ubicación geográfica y sus recursos turísticos, presentando un importante crecimiento demográfico hasta establecer un poblado urbano, que sería posteriormente uno de los principales núcleos urbanos de Tungurahua. Es uno de los sitios turísticos más importantes del centro del país.

## Toponimia
El nombre de Baños de Agua Santa se debe a las aguas termales de la zona, siendo consideradas curativas.

## Historia

### Orígenes
Las crónicas españolas más antiguas hacen referencia a las poblaciones de esta región como habitantes que hablaban lenguas Puruhaes y Panzaleos, el nombre ancestral del Valle era Ipo (en lengua Puruha). La población del valle no era estable y también existían grupos quichuas.
Los primeros habitantes que pueblan Baños casi con seguridad pertenecen al tipo de hombres de Lagoa Santa (Brasil), quienes aventurándose se infiltraron por la cuenca del río Pastaza hasta llegar al límite con los Andes (Restos encontrados en las cuevas de San Pedro en 1919, 44 cráneos, artefactos de piedra y barro que hoy se encuentran en el Museo Jacinto Jijòn y Caamaño de la Universidad Católica de Quito; además de restos arqueológicos hallados en Runrún, Machay, etc)
Baños de Agua Santa según datos históricos fidedignos, no tuvo fundador ni fecha alguna de fundación. Simplemente se fue poblando con la llegada de pequeños grupos dispersos de indios (antes de la conquista) y de españoles y mestizos que en especial comerciaban productos desde el Oriente hacia la Serranía y viceversa.Se hablaba que Baños fue fundada por los españoles en 1553, pero esto no es real. La confusión se da porque en ese año fue cuando la Orden de los dominicos es asignada para evangelizar la región de Canelos y Bobonaza. Cuando los españoles llegan por primera vez a este sitio, al cual lo denominaban Ipo en lengua puruhá, ellos encuentran grupos pequeños de Panzaleos y puruhàes, muchos de ellos, que habían huido de las matanzas de los españoles. Además hallaron a ciertos indígenas venidos del Oriente. Esta población no era estable.
De los siglos XV, XVI y XVII existen poquísimos datos históricos escritos originales, entre los cuales podemos mencionar, a este respecto, los siguientes : En 1541 el Padre Vacas Galindo narra la llegada de Gonzalo Díaz de Pineda, Martín de la Calle, Alonso de Orejuela junto con un contingente de soldados españoles, los cuales venían acompañados de indios huambaloes, quienes les habían indicado que en las faldas del Tungurahua existía una mina de plata. Estos conquistadores, ambiciosos por riquezas, se hacen asignar estas tierras para su explotación, junto con otros allegados suyos, por parte del Cabildo de San Francisco de Quito. El afán por encontrar oro en el país de El Dorado (expediciones por Baeza), hizo que se olvidaran estos señores de estas supuestas minas.
El cronista Isaías Toro Ruiz, nos cuenta que en 1585. Pedro Fernández de Espinoza da en propiedad al presbítero Álvaro Guerrero Zalamea, el cacicazgo de Ipo. Este religioso viene a tomar posesión de esta tierra y la denomina Estancia de Nuestra Señora de Monserratte. Este hombre viene junto a Alonso Guerrero, el cual se posesiona de lo que se llamaría Hacienda de San José de Juivi . Estos dos socios así mismo instalan una fábrica de añil en estos lugares. Se supone que fue justamente Álvaro Guerrero quien inició con el culto a la Virgen María, y es propiamente en estos años cuando se construye la famosa Ermita de la Virgen. Pilar Ponce Leiva (Archivo de Indias), nos relata una crónica que data del año 1604, en la cual manifiesta que cuando arriban a este punto llamado "Asiento de los Baños", ya que a 8 cuadras del pequeñísimo poblado, a los pies de una cascada, se hallaban dos fuentes de agua (cununyacus), encuentran como habitantes a 40 indios cargueros y a unos pocos españoles, quienes se bañan en estas aguas (una poza caliente y una fría, las cuales les mezclan). Para los indios disfrutar de esta agua lo llaman ishpaypae que significa bañarse en los meados de Mama Tungurahua. Casi junto a estas vertientes, nos dice, se halla una pequeña iglesia de adobe con techo de paja ( La Ermita de la Virgen).
En 1694, el nuevo dueño de estas tierras es el General español Antonio Palomino Flores (propietario de las Haciendas San José de Juivi y de San Vicente, de las cuales se componía el Baños de ese entonces) pacta con el clero de este sitio y se compromete en dar cada año la suma de 3.000 pesos para la capellanía y para el mantenimiento del sacerdote. Este polémico trato es visto por unos como un acto propio de un benefactor y por otros simplemente como un acto más de un hacendado explotador. Para 1764 el Padre italiano Mario Cicala en su obra Descripción Histórico Topográfica de la Provincia de Quito, describe a este pueblo de la siguiente forma:
"Es propiamente Los Baños, un lugar de aguas a las que acuden gente de toda la provincia , peregrinos y personajes importantes. Existen unas 300 almas que viven en su casi totalidad en miserables casitas de paja. Casi todos son mestizos. Hay un párroco dominicano. Posee un clima cálido húmedo. Se cultivan en sus terrenos maíz, yuca, camotes, camotillos, plátanos y pimientas de varias especies. Por cerca del poblado pasa el Río Grande de los Baños (Pastaza desde 1778. Longitud hasta el Amazonas 643 km).
Su pequeña iglesia se quemó produciéndose un gran milagro, ya que la imagen de madera de la Virgen quedó intacta. Los fieles se propusieron construir un nuevo templo y están edificando una iglesia de cal y piedra" (la cual fue concluida en 1788). El 4 de febrero de 1773 se produce la primera erupción del Tungurahua históricamente descrita. Una catástrofe para Baños y sus alrededores. Antes de esta erupción, varios cronistas e historiadores, entre ellos el Padre Juan de Velasco, afirman que el volcán tenía la forma de una pirámide terminada en una punta bien pronunciada, lo que hace suponer que el cráter que hoy conocemos comienza a formarse con esta erupción. Nubes ardientes y ríos de lava lanza el coloso. La loma de El Calvario se forma en esta hecatombe. La lava recorre uno de los cauces del Bascún que iba por lo que hoy es la calle Martínez y llega hasta las puertas de la Ermita de la Virgen que estaba algo reconstruida desde su incendio último. Por estos años comienzan a visitar Baños personajes como Pedro Vicente Maldonado y el Primer Marqués de Selva Alegre, Montúfar y Frazo.
El cronista Isaías Toro Ruiz, relata que, en 1585, el encomendero Pedro Fernández de Espinoza cede en propiedad al presbítero Álvaro Guerrero Zalamea, el cacicazgo de Ipo. Este religioso toma posesión de las tierras del valle y las denomina Estancia (hacienda) de Nuestra Señora de Monserratte. Simultáneamente otro encomendero Alonso Guerrero se posesiona de una zona que denomina Hacienda de San José de Juivi. Estas personas se asociaron también para instalar una fábrica para la preparación de añil. Se presume que también fueron los iniciadores del culto a la Virgen María en estos lugares.
En 1694, estas tierras estaban tituladas al General español Antonio Palomino Flores (propietario de las Haciendas San José de Juivi y de San Vicente, de las cuales se componía el Baños de ese entonces) pacta con los representantes del clero y se compromete en dar cada año la suma de 3.000 pesos para la capellanía y para el sustento de un sacerdote.
Durante la segunda mitad del siglo XIX, hubo muchos conflictos políticos y guerras civiles a nivel nacional, Baños se convirtió en un oasis de neutralidad y refugio tanto para conservadores como para liberales, entre ellos, Juan Montalvo (Hacienda de Puntzán). Muchos inmigrantes colombianos toman posesión de tierras y haciendas en el sector con la aprobación del presidente García Moreno, entre otros las familias Romo, Erazo, González, Fierro y Argoti.
Haciendas notables en los alrededores de la villa eran: Ulba, Ulbilla, Valencia, Vizcaya, Agoyán, Puntzán, San Vicente, Illuchi, Juivi. La población de Baños se dividía a comienzos de siglo entre hacendados y obreros rurales.

### SigloXXy actualidad

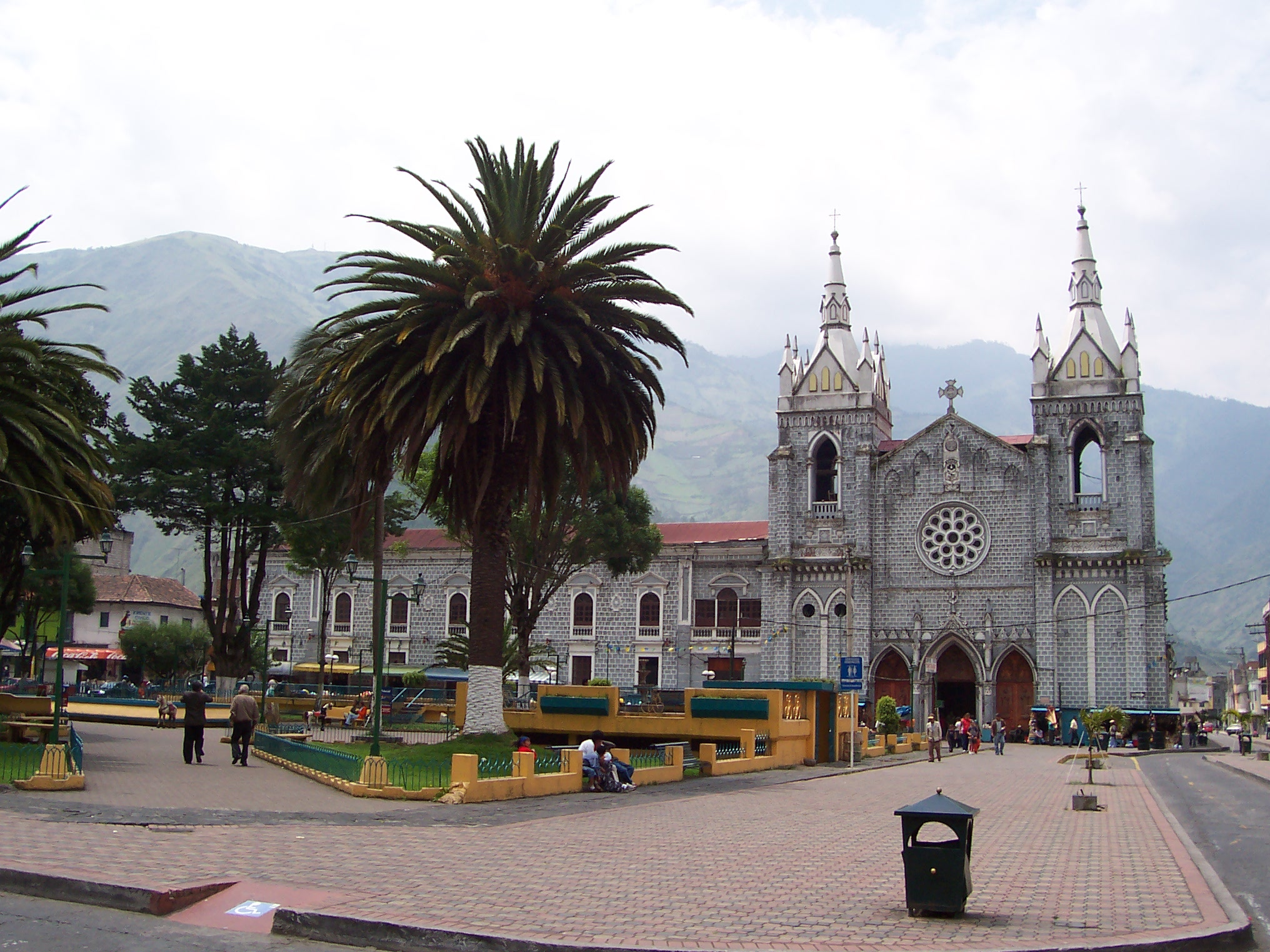
Basílica de Agua Santa, Baños

En 1887, llegó como cura párroco el sacerdote belga Tomás Halflants, persona que asumió también las funciones de alcalde e hizo posible el desarrollo de muchas obras entre las que se destacan: la delineación de las calles de la ciudad, la construcción los puentes de San Francisco, El Topo, San Martín y las Juntas, las primeras captaciones de agua en Chigla, reconstrucción la iglesia antigua, edificación de la Basílica de la Virgen (1904-1944) y la adquisición de la pileta de bronce en la Plaza de El Higuerón. En 1909 le sucede el sacerdote belga Van Shoote. Esto influyó en el carácter religioso de la población.

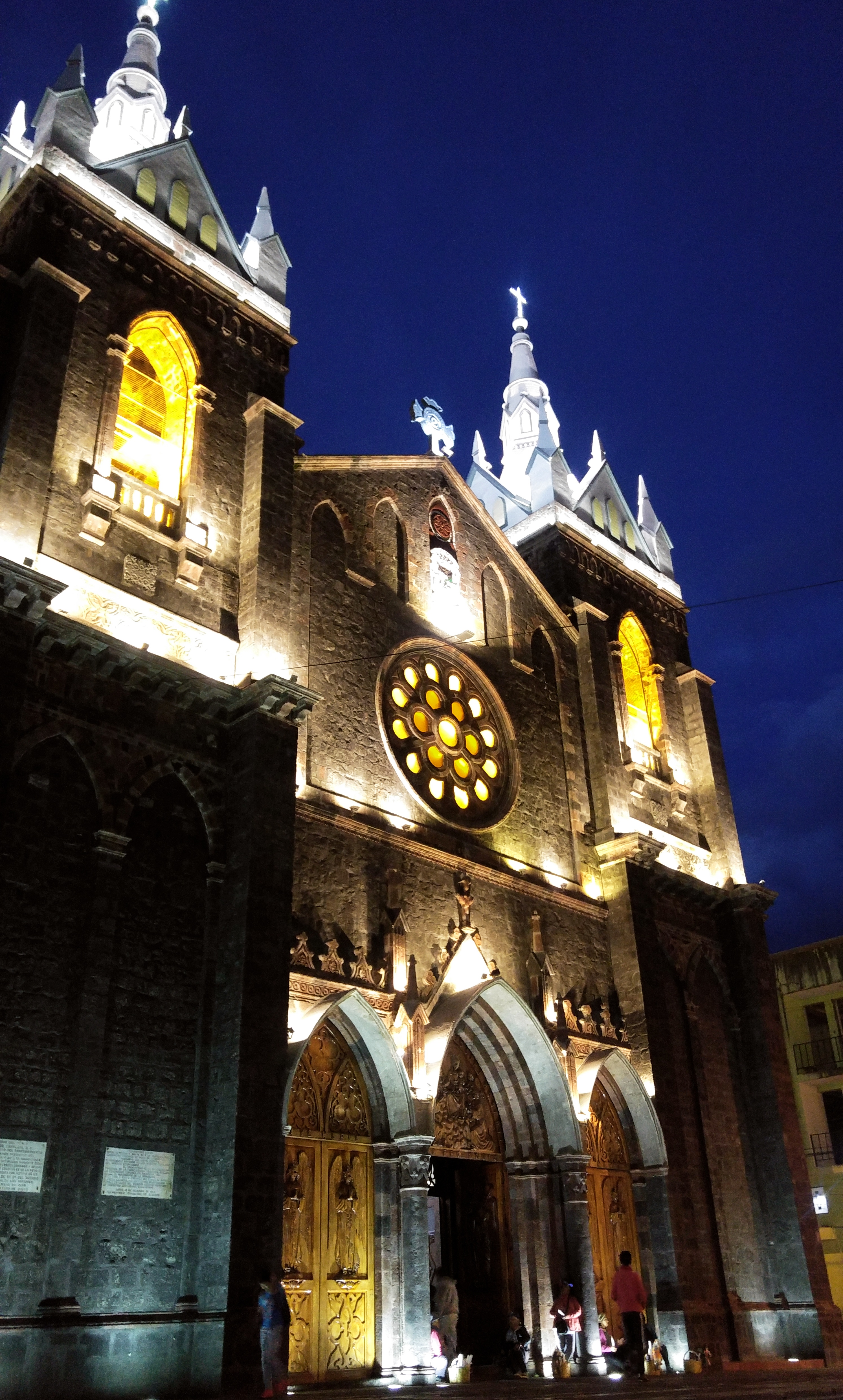
Vista nocturna de la Basílica de Agua Santa, Baños

Desde 1916 a 1920 se produce la segunda erupción contemporánea del Tungurahua, en 1918 se produce una gran explosión que sacude la tierra en Riobamba, lahares y lava bajan hasta Nahuazo. Llueve cascajo en aquel día y ceniza en todo ese tiempo.
En 1928, el presidente Isidro Ayora, construye la antigua carretera Ambato – Baños, consolidándose como el principal acceso a la Región Amazónica del Ecuador. El 16 de diciembre de 1944 se fundó oficialmente el Cantón Baños; el Primer Presidente del Concejo Cantonal fue Pedro Tomás Vargas y el Primer Presidente elegido en votaciones populares fue Carlos González.
El terremoto de Ambato del 5 de agosto de 1949 afectó seriamente a Baños, reduciendo a escombros casi todas las edificaciones de la ciudad. La población disminuyó drásticamente, hubo muchos muertos y gran parte de los sobrevivientes abandonó la ciudad.
En 1999 el volcán Tungurahua se activó y la población de Baños fue evacuada totalmente. Desde ese año, el Tungurahua sigue activo presentando grandes erupciones en 1999, 2000 y 2006.
En la última década, Baños también ha sido escenario de la creación de nuevas representaciones simbólicas vinculadas al turismo. Entre ellas destaca la figura del duende moderno, difundida en el siglo XXI a través de iniciativas artísticas. En 2013, los artistas Fito Girolami y Catalina Lucz-Ligeti presentaron el proyecto La Casa del Duende, que introdujo deliberadamente esta figura como un símbolo estético y filosófico.
Diversos estudios también han señalado que la figura del duende en Baños ha sido objeto de apropiación por parte de algunos sectores del turismo, que la presentan como una tradición ancestral con fines comerciales. Este proceso se inscribe dentro de lo que la literatura académica describe como «invención de tradiciones», en el sentido de crear o resignificar símbolos recientes otorgándoles un carácter de antigüedad para reforzar su atractivo cultural.
Una situación análoga puede encontrarse en México con la figura de los alebrijes: esculturas coloridas de criaturas fantásticas que, si bien hoy se perciben como parte del folclore tradicional mexicano, fueron creadas por Pedro Linares en la década de 1930 tras un episodio febril, sin raíces ancestrales profundas en la tradición popular preexistente. Solo en las últimas décadas, por medio de su difusión en Oaxaca y su adopción como símbolo cultural y atracción turística, los alebrijes han adquirido ese carácter emblemático que ahora se les atribuye.

## Geografía

### Relieve y geología
Situado en los flancos externos de la cordillera oriental de los Andes, en las faldas del volcán Tungurahua, a una altitud de 1820 msnm. Se encuentra a 40 km al este de Ambato, en la provincia de Tungurahua Tiene una gran riqueza hidrológica, con algunos ríos en sus cercanías, como el río Bascún (al oeste), el río Ulba (al oriente de la ciudad) y principalmente, el río Pastaza que limita la ciudad al sur.
- Latitud: 2°55′ S.
- Longitud: 79°4′ O.

### Clima
El volcán Tungurahua y el resto de elevaciones que rodean a la ciudad cubren a Baños de los fuertes vientos. Es una zona climática lluviosa subtropical, su temperatura habitual es de unos 15 a 25 °C en verano.

## Política
Territorialmente, la ciudad de Baños está organizada en una sola parroquia urbana, mientras que existen 4 parroquias rurales con las que complementa el aérea total del Cantón Baños. El término "parroquia" es usado en el Ecuador para referirse a territorios dentro de la división administrativa municipal.
La ciudad y el cantón Baños de Agua Santa, al igual que las demás localidades ecuatorianas, se rige por una municipalidad según lo previsto en la Constitución de la República. El Gobierno Autónomo Descentralizado Municipal de Baños, es una entidad de gobierno seccional que administra el cantón de forma autónoma al gobierno central. La municipalidad está organizada por la separación de poderes de carácter ejecutivo representado por el alcalde, y otro de carácter legislativo conformado por los miembros del concejo cantonal.
La Municipalidad de Baños, se rige principalmente sobre la base de lo estipulado en los artículos 253 y 264 de la Constitución Política de la República y en la Ley de Régimen Municipal en sus artículos 1 y 16, que establece la autonomía funcional, económica y administrativa de la Entidad.

### Alcaldía
El poder ejecutivo de la ciudad es desempeñado por un ciudadano con título de Alcalde del cantón Baños de Agua Santa, el cual es elegido por sufragio directo en una sola vuelta electoral, sin fórmulas o binomios en las elecciones municipales. El vicealcalde no es elegido de la misma manera, ya que una vez instalado el Concejo Cantonal se elegirá entre los ediles un encargado para aquel cargo. El alcalde y el vicealcalde duran cuatro años en sus funciones, y en el caso del alcalde, tiene la opción de reelección inmediata o sucesiva. El alcalde es el máximo representante de la municipalidad y tiene voto dirimente en el concejo cantonal, mientras que el vicealcalde realiza las funciones del alcalde de modo suplente mientras no pueda ejercer sus funciones el alcalde titular.
El alcalde cuenta con su propio gabinete de administración municipal mediante múltiples direcciones de nivel de asesoría, de apoyo y operativo. Los encargados de aquellas direcciones municipales son designados por el propio alcalde. Actualmente, el alcalde de Baños de Agua Santa es Marlon Guevara, elegido para el periodo 2023 - 2027.

### Consejo cantonal
El poder legislativo de la ciudad es ejercido por el Concejo Cantonal de Baños de Agua Santa el cual es un pequeño parlamento unicameral que se constituye al igual que en los demás cantones mediante la disposición del artículo 253 de la Constitución Política Nacional. De acuerdo a lo establecido en la ley, la cantidad de miembros del concejo representa proporcionalmente a la población del cantón.
Baños de Agua Santa posee 5 concejales, los cuales son elegidos mediante sufragio (Sistema D'Hondt) y duran en sus funciones cuatro años pudiendo ser reelegidos indefinidamente. De los cinco ediles, 4 representan a la población urbana mientras que uno representa a las 4 parroquias rurales. El alcalde y el vicealcalde presiden el concejo en sus sesiones. Al recién instalarse el concejo cantonal por primera vez los miembros eligen de entre ellos un designado para el cargo de vicealcalde de la ciudad.

## Turismo
El turismo en una de las actividades más importantes de Baños de Agua Santa, por ende, desde los últimos años, se encuentra en constante cambio e innovación. La ciudad se encuentra con una creciente reputación como destino turístico por su privilegiada ubicación en plena entrada a la selva amazónica, una de las siete maravillas naturales del mundo. A través de los años, Baños ha incrementado notablemente su oferta turística; actualmente, el índice turístico creció gracias a la campaña turística emprendida por el gobierno nacional, "All you need is Ecuador". El turismo de la ciudad se enfoca en su belleza natural y los deportes de aventura. En cuanto al turismo ecológico, la urbe cuenta con espaciosas áreas verdes a su alrededor, y la mayoría de los bosques y atractivos turísticos cercanos están bajo su jurisdicción.
El turismo del pueblo se relaciona íntimamente con el resto del cantón; el principal atractivo del cantón es la naturaleza, dotada de una alta biodiversidad.  Es una de las poblaciones más turísticas del Ecuador; es también conocida como "La Puerta del Dorado" y también conocida como: "El Pedacito de Cielo" debido a la tranquilidad que brindan su entorno. Además ofrece muchas atracciones: se puede visitar la Basílica de la Virgen del Rosario de Agua Santa, se puede visitar las diferentes cascadas, ascender al Tungurahua (volcán), probar las melcochas (dulces hechos a base de caña de azúcar), hay variedades de artesanías hechas en balsa y de tagua hechas en otros lugares y revendidas en esta localidad.
Baños de Agua Santa es una ciudad apta para practicar varios deportes de aventura tales como: rafting, canyoning, piragüismo, escalada en roca, salto de puentes, paseos a caballo, caminatas ecológicas, canopy, ciclismo de montaña, etc. Posee 5 balnearios municipales con aguas minerales y sulfurosas que van desde las frías de 18 °C, hasta las termales de 55 °C; emergen de las entrañas del volcán Tungurahua. Cuenta con una zona rosa en donde más de 30 peñas, bares y discotecas. En esta ciudad se pueden acceder a más de 80 restaurantes con variada gastronomía nacional e internacional. Baños es también un centro de peregrinación religiosa ya que los manantiales de aguas termales son popularmente asociados con curas "milagrosas" por la influencia de la comunidad dominica que está asentada en esta zona desde hace mucho tiempo.

### Deportes de aventura
- Rafting: Es una actividad deportiva y recreativa que consiste en recorrer el cauce de ríos en la dirección de la corriente (río abajo), por lo general sobre algún tipo de embarcación o balsa. Se lo realiza en el río Pastaza en el sector oriental de la ciudad, partiendo desde San Francisco, o desde el sector de La Penal (Río Negro); se lo realiza en 2 tramos del río con distinto nivel de dificultad que va entre III a V. Se requiere saber nadar, no se requiere experiencia para el nivel III, pero sí para los niveles IV y V.

- Canopy: Baños cuenta con una variedad de lugares donde se puede realizar en esta ciudad desde 250 metros hasta 1000 metros, otro de los lugares donde podemos realizar canopy se puede encontrar este servicios con varias líneas entre bosques nublados, ríos y barrancos esta actividad se lo puede realizar tanto niños como adultos.

- Piragüismo: Es un deporte que puede ser practicado únicamente por expertos. En la parte oriental de Baños en la Parroquia Río Negro se encuentra el río Topo, según algunos expertos es uno de los ríos más técnicos y de los mejores para realizar este deporte, además de la belleza del entorno y la biodiversidad del sector.[10]

- Canyoning: Se practica en los cañones o barrancos de los ríos, que permite descender por cascadas atados a una cuerda. Y con el equipo de seguridad, que es provisto en su totalidad por la agencia operadora contratada, y supervisado por guías con experiencia. En los alrededores hay varios lugares con paisajes naturales únicos en donde se realiza esta actividad, entre ellos: Chamana, Río Blanco y Cashaurco.[11]

- Puenting: Es un deporte extremo, concretamente, una modalidad de salto encordado que se realiza desde puente con cuerda(s) dinámica(s) (de escalada) en forma de péndulo; es una experiencia muy emocionante e inolvidable. En Baños se lo realiza en el puente de San Francisco (sector del Terminal Terrestre) y en el puente de Río Blanco (a 4 km al este de la ciudad).[12]

- Escalada: Requiere de mucha fuerza y adrenalina, que incluye alturas de peligro considerable. En Baños hay paredes muy particulares como la de San Martín, la ruta ubicada atrás del Terminal Terrestre (Puente San Francisco) compuestas de roca volcánica, en algunas se han implementado anclajes fijos y rutas determinadas. Hay un muro artificial en el Barrio El Recreo en el Parque Aventura.[13]

- Down hill: Se lo puede realizar en varias rutas, como la ruta de Ventanas (Runtún) - Baños, hay otras más accesibles como Las Antenas- Chontilla- Lligua;  Osohuaico- Lligua, Pondoa-Baños, o la ruta El Tablón –Baños, Antenas-Baños, Vizcaya-Baños.

### Piscinas de aguas termales

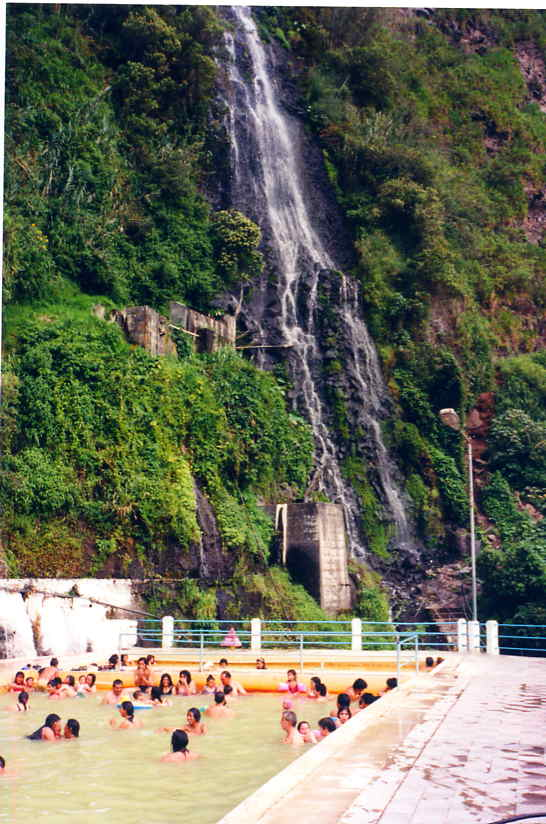
Piscinas de aguas termales de la Virgen y cascada Cabellera de la Virgen

- Balneario de Santa Clara: Al lado sureste de la ciudad, entre las calles Velasco Ibarra y Rafael Vieira junto a la Empresa Eléctrica, se encuentra el balneario de Santa Clara cuyas piscinas fueron inauguradas en 1933; construida con piedras sillares y revestida con cemento. La temperatura del agua es de 22 °C, es usada para tratar enfermedades como del hígado, de los riñones o del aparato digestivo, sirve como agua de mesa y para la práctica de la natación, ya que cuenta con una piscina semiolímpica. En el año 2012 fueron remodelados y ahora cuenta con jacuzzi, agua caliente, gimnasio, restaurante, y unos hermosos chorros de agua.

- Las Piscinas de la Virgen: Estas piscinas de aguas sulfatadas se encuentran al pie de la cascada Cabellera de la Virgen. Se emplean en al alivio de diferentes males debido a la existencia de minerales en su composición química. Se encuentran ubicadas en la intersección de las calles Luis A. Martínez y Montalvo, en el centro de la ciudad. La temperatura del agua es de 54 grados centígrados.[14]

- Balneario Las Peñas o Modernas: Es el más amplio; el agua que conforma una de las piscinas es mineral, bicarbonatada, ferruginosa, magnesiana, con una temperatura de 35 °C y la fría con 22 °C. cuenta con toboganes. Se ubica al final de la calle Luis A Martínez, a 100 metros de la cascada Cabellera de la Virgen.

- Las Piscinas El Salado: Piscinas de aguas termales que el 2012 fueron remodeladas para que los turistas puedan disfrutar de las aguas medicinales naturales cuenta con varios piscinas tanto para nadar como para descansar, muchas personas la visitan tanto por sus poderes curativos ya que se cree que pueden curar problemas de articulaciones, artritis, circulatorios, golpes entre otros como para recreación, están ubicadas a 5 minutos de la ciudad de Baños en el sector del mismo nombre el saldo junto al río Bascún.

### Cascadas
Desde la entrada occidental a Baños hasta más allá de Cashaurco, existe la Ruta de las Orquídeas, Cascadas y Guayabas, esta ruta pasa por toda la vía Baños - Mera - Puyo. Aquí esta la lista de las cascadas desde el occidente al oriente:
- Inés María: Ingresando a Baños y abajo el puente de San Martín, el río Pastaza atraviesa por un encañonado de rocas estrechas y elevadas dando lugar a un fenómeno natural formando así la cascada "Inés María", su belleza es imponente y su camino es accesible en cuyo trayecto se aprecia la naturaleza.

- Cabellera de la Virgen: Formada justo en el medio del cerro de Bellavista se puede visualizar desde el centro mismo de la ciudad la hermosa cascada que asombra por su magnificencia.

- Ulba: Hermosa cascada rodeada de una exuberante vegetación, esta cascada se la admira fácilmente desde la carretera de Ulba - Runtún. Es la primera de una serie de cascadas que se precipitan a lo largo del río Ulba. Cuenta con una altura aproximada de 40 metros. Está ubicada en la parroquia Ulba, a 4 km de Baños.[15]

- Cascadas de Chamana: Se ubica a 2 km del sector del Chamana. Es un grupo de 7 cascadas, entre las que se destaca la cascada de El Silencio. Están formadas con las aguas del Río Chamana, en este lugar pueden realizar caminatas cortas hasta las diferentes cascadas, se puede tomar un refrescante baño y practicar canyoning. Cuenta con una caída de 42 metros de altura.

- Bascún:  Está formada con las aguas del Río Bascún; tiene aproximadamente 35 metros de alto. Para llegar aquí, frente al Terminal Terrestre, antes de cruzar el puente de San Francisco se toma un sendero a hacia la izquierda, se cruza el puente colgante y se sigue el sendero hacia la izquierda hasta llegar a orillas del río Pastaza a 500 m de la ciudad.[16]

- Agoyán:[17] Es la cascada más alta de los Andes ecuatorianos. Se encuentra aproximadamente a 7 km de la ciudad de Baños. Está formada por las aguas del río Pastaza que se hunden 61 metros en un barranco situado en la Cordillera Occidental. En 1987, el gobierno ecuatoriano inauguró la planta hidroeléctrica de Agoyán, que ha sido parte de la relol bichtd eléctrica del país desde entonces. La planta fue construida aguas arriba de la cascada, con el fin de preservarla.

- El Manto de la Novia: Esta cascada desemboca en el río Pastaza. Su nombre se debe a la dimensión que tiene y al color blanco que la asemeja al velo de una novia. Desde la vía Baños -  Desde la vía Baños - Mera - Puyo parte un sendero que está llegar a la cascada, luego hay un puente colgante de más de 100 m de longitud sobre el río Pastaza, aquí finaliza el recorrido y se puede bañar, tomar fotografías y admirar el maravilloso paisaje. Está ubicada a 11 kilómetros de Baños. Tiene aproximadamente 40 metros de altura con una sola caída.[18]

- San Jorge: Está formada con las aguas del Río San Jorge; sirve para practicar canyoning, previa la contratación de una Operadora de Turismo. Los senderos y miradores naturales, ofrecen hermosas vistas y de toda la ciudad, encañonados, cascadas y ecosistemas únicos. Ubicada a 12 km de Baños, cerca al caserío La Escudilla.

- Cascadas El Fantasma y El Placer: Están situadas a 3 horas de caminata del pueblo El Placer, el mismo está 14 km de la ciudad. El río Chinchín Grande, forma dos hermosas cascadas: El Fantasma y El Placer, en sus alrededores existen una variedad de aves y orquídeas. Cuentan con sitios ideales para realizar actividades como: caminatas, cabalgata, camping, observación de flora y aves, entre otras.

- San Pedro: Se ubica a 14 kilómetros de Baños. Las aguas del río San Pedro forman un triple salto de agua, que sobresale entre el verdor de la vegetación. Se puede llegar hacia la cascada cruzando la tarabita más larga del país (400 m de longitud) o emprendiendo una caminata por un sendero que une las cascadas de San Pedro y el Manto de la Novia. El primer salto tiene una altura de 8 metros y luego discurre por un cauce rocoso. Un segundo salto de 15 metros se presenta en el interior de la selva antes de llegar al tercer salto el cual tiene una altura de más de 35 metros y cae en el río Pastaza.[19]

- El Corazón.

- Encañonado del Duende: Se encuentra a 18 km de Baños, muy cerca de la parroquia Río Verde. Está formada por las aguas del río Verde, es formada por rocas de origen volcánico.

- Cascada Pailón del Diablo:[17]  es una cascada que se consiguen siguiendo la ruta del río Pastaza. Es una atracción turística popular por la vegetación que la rodea y las rocas que dividen la cascada, tiene unos 80 metros de altura, a 18 kilómetros de distancia de Baños.

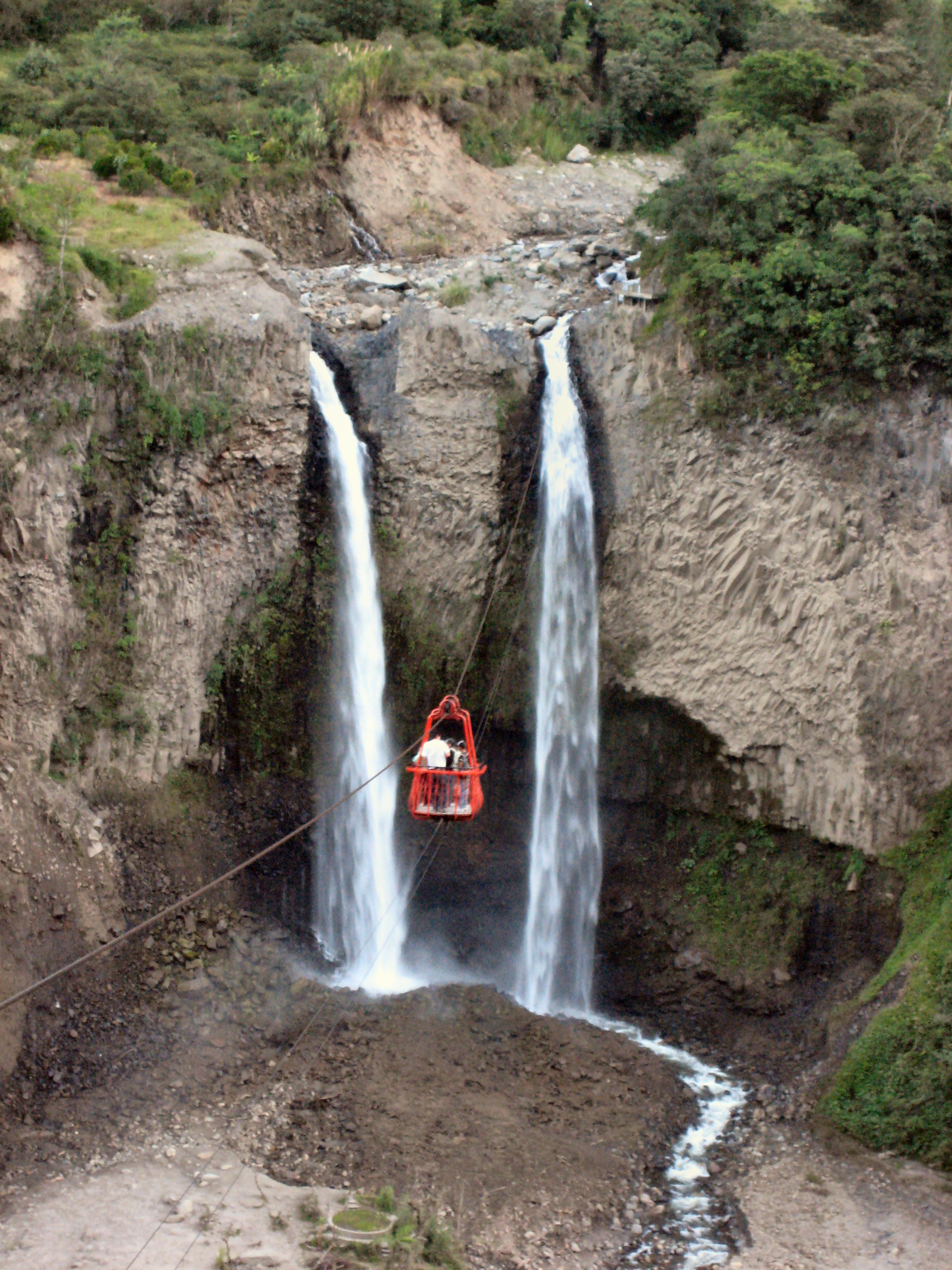
Tarabita cruzando la cascada "El Manto de la Novia"

- Las 7 cascadas de Machay: Manto del Ángel: a 0,18 km de Machay y a 25,18 km de Baños. Machay: a 0,2 km de Machay y a 25,2 km de Baños. Las Orquídeas: a 0,7 km de Machay y a 25,7 km de Baños. San Agustín: a 1 km de Machay y a 26 km de Baños. Refugio de los loros: a 1,1 km de Machay y a 26,1 km de Baños. San Miguel: a 1,2 km de Machay y a 26,2 km de Baños. Peñón del Tucán: a 2 km de Machay y a 27 km de Baños. Manantial el Dorado: a 2'2 km de Machay y a 27'2 km de Baños.[20]

- Cascadas San Francisco: Nacen del río San Francisco, el pueblo de San Francisco se encuentra a 28 km de Baños y para llegar a la cascada San Francisco se debe caminar por un sendero de una hora y treinta minutos más para visitar el otro salto de agua, llamado, Refugio del Gallo de la Peña, en honor a un ave emblemática del sector. Durante el viaje se puede observa una gran variedad de aves, orquídeas y bosque nublado.[21]

- Las 4 cascadas de Cashaurco: Están formadas por las aguas del río Guanmayacú cerca del poblado de Cashaurco, a 4 km de Río Negro. Las cascadas son: Brisa Hermosa, Cashaurco, El Tambo y Algodón.

### Vida nocturna
Una opción es visitar la zona de los bares, peñas y discotecas, ubicada a lo largo de la calle Eloy Alfaro entre Ambato, Oriente y Eugenio Espejo; aquí existen alrededor de 25 establecimientos de diversión nocturna. El funcionamiento de estos establecimientos está regulado por la municipalidad, con el respaldo de la Policía Nacional del Ecuador.

### Parques
- Parque Central Palomino Flores.
- Parque Juan Montalvo.
- Parque Sebastián Acosta.

### Otros atractivos

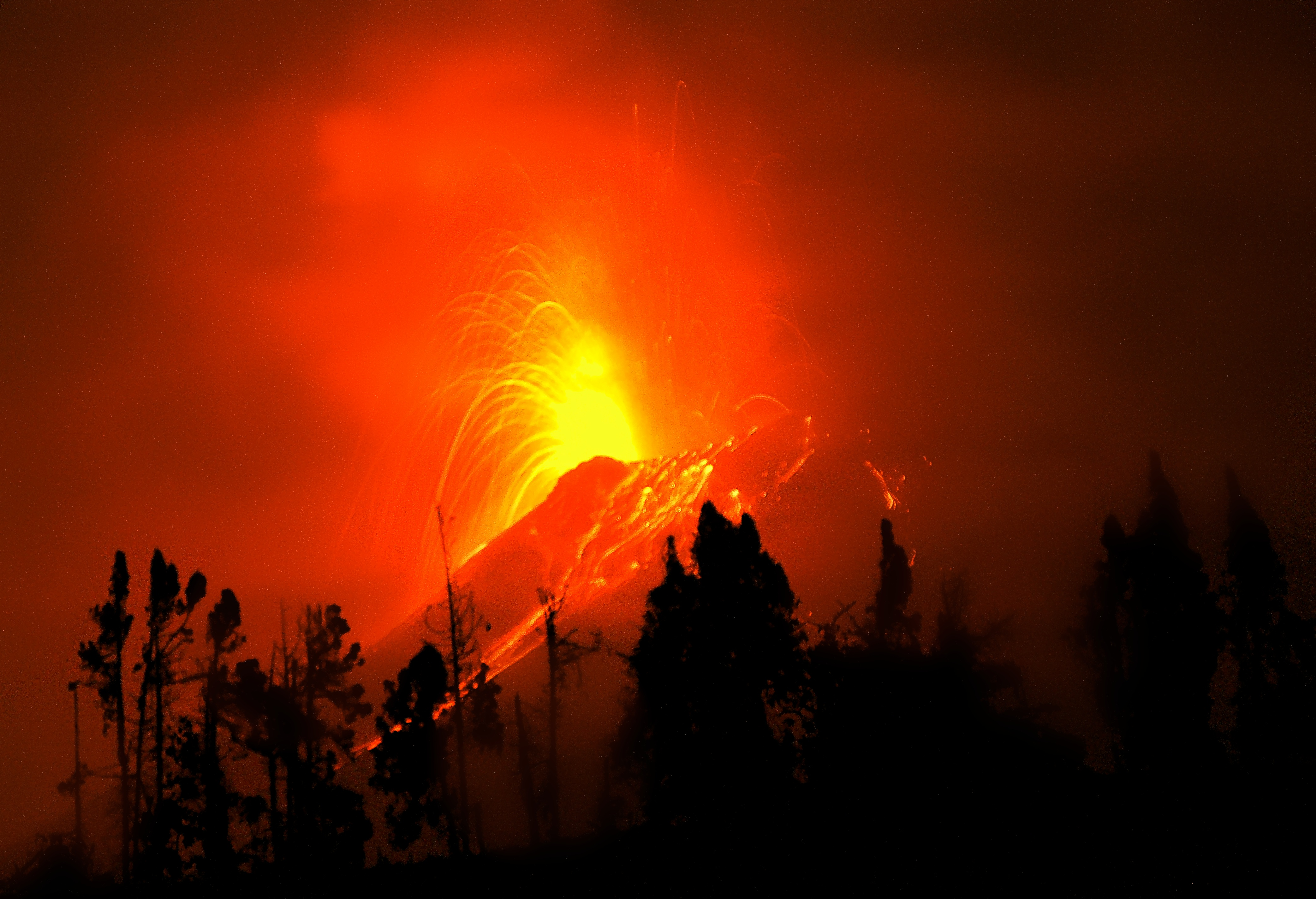
Volcán Tungurahua erupcionando en 2011.

- Desde 2013, Baños también alberga una propuesta cultural independiente denominada *La Casa del Duende*, desarrollada por los artistas Fito Girolami y Catalina Lucz-Ligeti. Esta iniciativa introduce una interpretación simbólica del duende como figura arquetípica, mediante esculturas, narrativa oral y experiencias inmersivas, consolidándose como un atractivo artístico singular en la ciudad. El impacto y posterior apropiación del símbolo han sido documentados en un ensayo académico publicado en 2025.[1[23]]

- Santuario de la Virgen de Agua Santa: Es la iglesia principal de la ciudad y uno de los principales centros de peregrinación católica del país. Fue construida entre el 11 de febrero de 1904 y 1944. Está ubicada en la calle Ambato entre 16 de diciembre y 12 de noviembre, frente al Parque Sebastián Acosta. Es de estilo seudo-gótico, de forma rectangular con grandes columnas y con arcos ojivales y dividida en 3 naves. Toda la decoración y los lienzos que lo adornan fueron hechos por el Fray Enrique Mideros, en donde se narran en su mayoría los numerosos milagros de la Virgen de Agua Santa, Patrona de la Ciudad. En todo el mes de octubre se celebren las fiestas en honor a la Virgen, con peregrinaciones, procesiones, bailes, etc.[24]

- Volcán Tungurahua: Es un estratovolcán activo situado en la zona andina  de Ecuador. El volcán se alza en la Cordillera Oriental de Ecuador y se encuentra en el límite de las provincias de Chimborazo y Tungurahua dando nombre a esta última. Se puede ascender desde Baños hasta las cercanías del cráter, ingresando en el Parque nacional Sangay.

- Zoológico y Acuario "San Martín": Está ubicado a 2 km de la ciudad en la vía a Lligua, ocupando un terreno de 8 ha. exhibe especies emblemáticas del país destacándose el cóndor (ave nacional), oso de anteojos, jaguar, tortugas Galápagos, loros, guacamayos, monos, serpientes, etc.
- Galería de arte. Barahona Arte Taller, es un espacio donde Marcelo Barahona vive, trabaja y vende sus obras en óleo sobre lienzo. Aquí puede encontrar parte de su amplia obra, en la cual indaga entre diferentes esferas como el ámbito religioso, abstracto, paisajismo y naif. Su Galería se encuentra en la calle Rafael Vieira y Luis A. Martínez.

- La Aldea Mágica. Instalación artística simbólica activa desde 2018, ubicada en un jardín natural en la Av. Oriente, más abajo del Coliseo Municipal. Combina esculturas originales de duendes, audioguía narrativa y arte contemplativo, como una experiencia alternativa al turismo comercial. Forma parte del proyecto artístico mencionado anteriormente y constituye un referente de autoría independiente en el circuito cultural de Baños.[25][26]

- Mirador "Bellavista".
- Parque nacional Llanganates.
- Parque nacional Sangay.

## Demografía
Con 20.018 habitantes en censo del 2010 es la tercera ciudad más poblada de la Provincia de Tungurahua, después de Ambato.
- 20.018 (en todo el cantón).
- 9.984 Mujeres.
- 10.034 Hombres.[27]

## Transporte
El transporte público es el principal medio transporte de los habitantes de la ciudad y sus alrededores. La urbe posee un servicio de bus público urbano en expansión, y es una de las pocas ciudades de la provincia que cuenta con uno. El sistema de bus no es amplio y está conformado por pocas empresas de transporte urbano. La tarifa del sistema de bus es de 0,30 USD, con descuento del 50% a grupos prioritarios (menores de edad, adultos mayores, discapacitados, entre otros). Además existen los buses interparroquiales e intercantonales para el transporte a localidades cercanas. La ciudad también cuenta con una empresa de transporte privada "Cooperativa de Transportes y Turismo Baños" que fue fundada hace más de 60 años, actualmente es la empresa líder en el Ecuador con más de 56 agencias a nivel nacional, es la única que une las tres regiones continentales, costa, sierra y oriente.
Todas las calles de la ciudad están pavimentadas o adoquinadas. Cuenta con un Terminal Terrestre ubicado al sur. 

### Avenidas importantes
- De las Amazonas
- Ambato
- 12 de noviembre
- 16 de diciembre
- El Salado
- Av. Oriente

## Educación
La ciudad cuenta con buena infraestructura para la educación, tanto pública como privada. La educación pública en la ciudad, al igual que en el resto del país, es gratuita hasta la universidad (tercer nivel) de acuerdo a lo estipulado en el artículo 348 y ratificado en los artículos 356 y 357 de la Constitución Nacional. Varios de los centros educativos de la ciudad cuentan con un gran prestigio. La ciudad está dentro del régimen Sierra por lo que sus clases inician los primeros días de septiembre y luego de 200 días de clases se terminan en el mes de julio.

## Economía

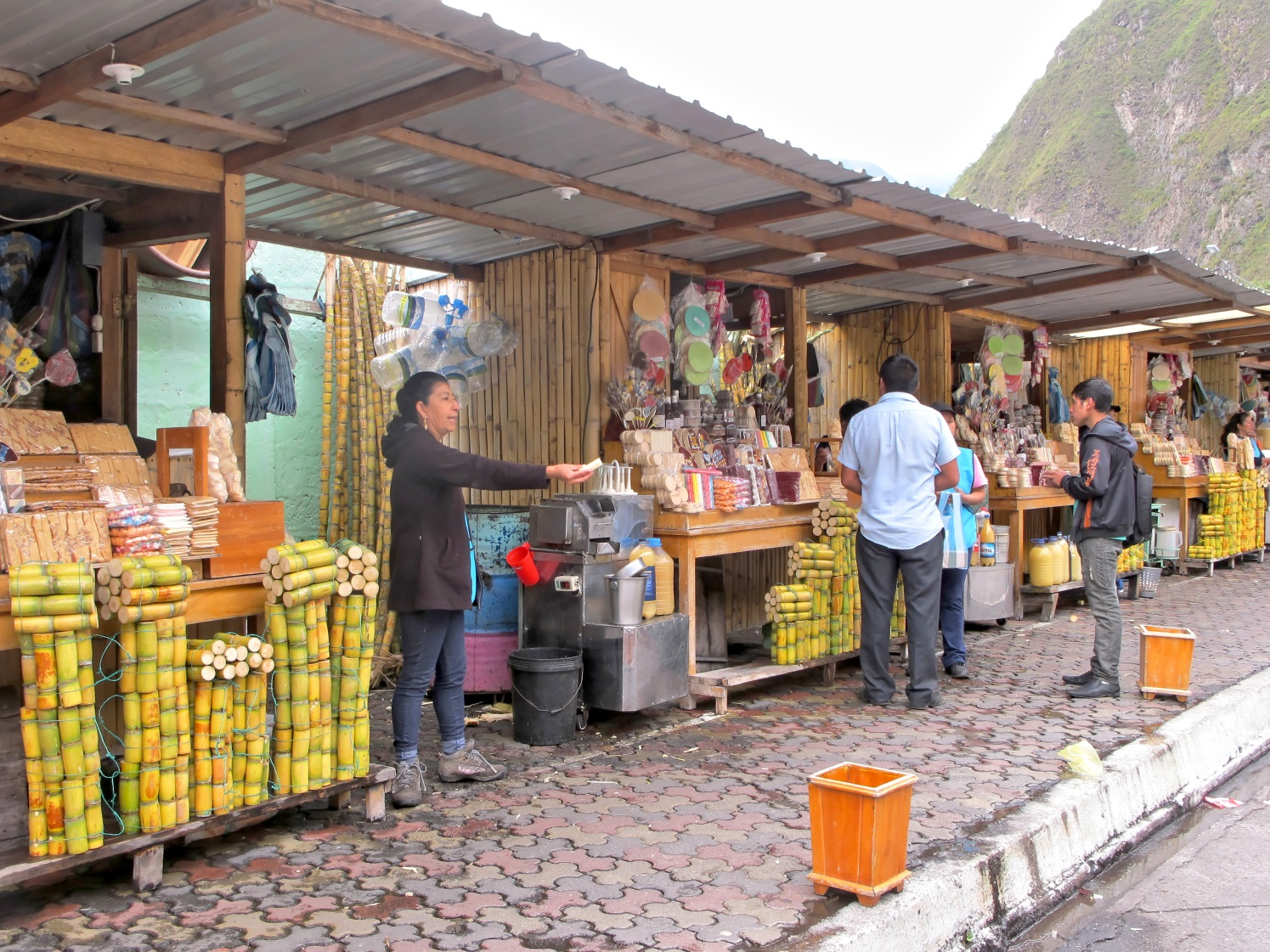
Venta de melcochas y otros productos derivados de la caña de azúcar.

Baños es una ciudad de amplia actividad comercial. La ciudad es el segundo centro económico y comercial de la provincia de Tungurahua; alberga grandes organismos financieros y comerciales del país. Su economía se basa en el turismo. La actividad comercial y los beneficios que brindan se ven también a nivel corporativo, las oportunidades del sector privado al desarrollar modelos de negocios que generen valor económico, ambiental y social, están reflejadas en el desarrollo de nuevas estructuras, la inversión privada ha formado parte en el proceso del crecimiento de la ciudad, los proyectos inmobiliarios, urbanizaciones privadas, y oficinas, han ido en aumento, convirtiendo a la ciudad en un punto estratégico y atractivo para hacer negocios en la provincia.

## Medios de comunicación
La ciudad posee una red de comunicación en continuo desarrollo y modernización. En la ciudad se dispone de varios medios de comunicación como prensa escrita, radio, televisión, telefonía, Internet y mensajería postal.
- Telefonía: Si bien la telefonía fija se mantiene aún con un crecimiento periódico, esta ha sido desplazada muy notablemente por la telefonía celular, tanto por la enorme cobertura que ofrece y la fácil accesibilidad. Existen 3 operadoras de telefonía fija, CNT (pública), TVCABLE y Claro (privadas) y cuatro operadoras de telefonía celular, Movistar, Claro y Tuenti (privadas) y CNT (pública).

- Radio: En la localidad existe una gran cantidad de sistemas radiales de transmisión nacional y local, e incluso de provincias y cantones vecinos.

- Medios televisivos: La mayoría de canales son nacionales, aunque se ha incluido canales locales recientemente. El apagón analógico se estableció para el 31 de diciembre de 2019.

## Deporte
La Liga Deportiva Cantonal de Baños de Agua Santa es el organismo rector del deporte en todo el cantón Baños y por ende en la urbe se ejerce su autoridad de control. El deporte más popular en la ciudad, al igual que en todo el país, es el fútbol, siendo el deporte con mayor convocatoria. El Club Baños Ciudad de Fuego, es el único equipo baneño activo en la Asociación de Fútbol Profesional de Tungurahua, que participa en el Campeonato Provincial de Segunda Categoría de Tungurahua. Al ser una localidad pequeña en la época de las fundaciones de los grandes equipos del país, Baños carece de un equipo simbólico de la ciudad. 
El principal recinto deportivo para la práctica del fútbol es el estadio Coronel José Silva Romo. Es usado mayoritariamente para la práctica del fútbol, y allí juega como local el Club Baños Ciudad de Fuego; tiene capacidad para 3500 espectadores. El estadio es sede de distintos eventos deportivos a nivel local, así como es escenario para varios eventos de tipo cultural, especialmente conciertos musicales.